# 普鲁利耶
普鲁利耶（Puruliya），是印度西孟加拉邦Puruliya县的一个城镇。总人口113766（2001年）。

## 人口
该地2001年总人口113766人，其中男性59171人，女性54595人；0—6岁人口13538人，其中男7074人，女6464人；识字率68.38%，其中男性为75.84%，女性为60.29%。